# Fagocyt

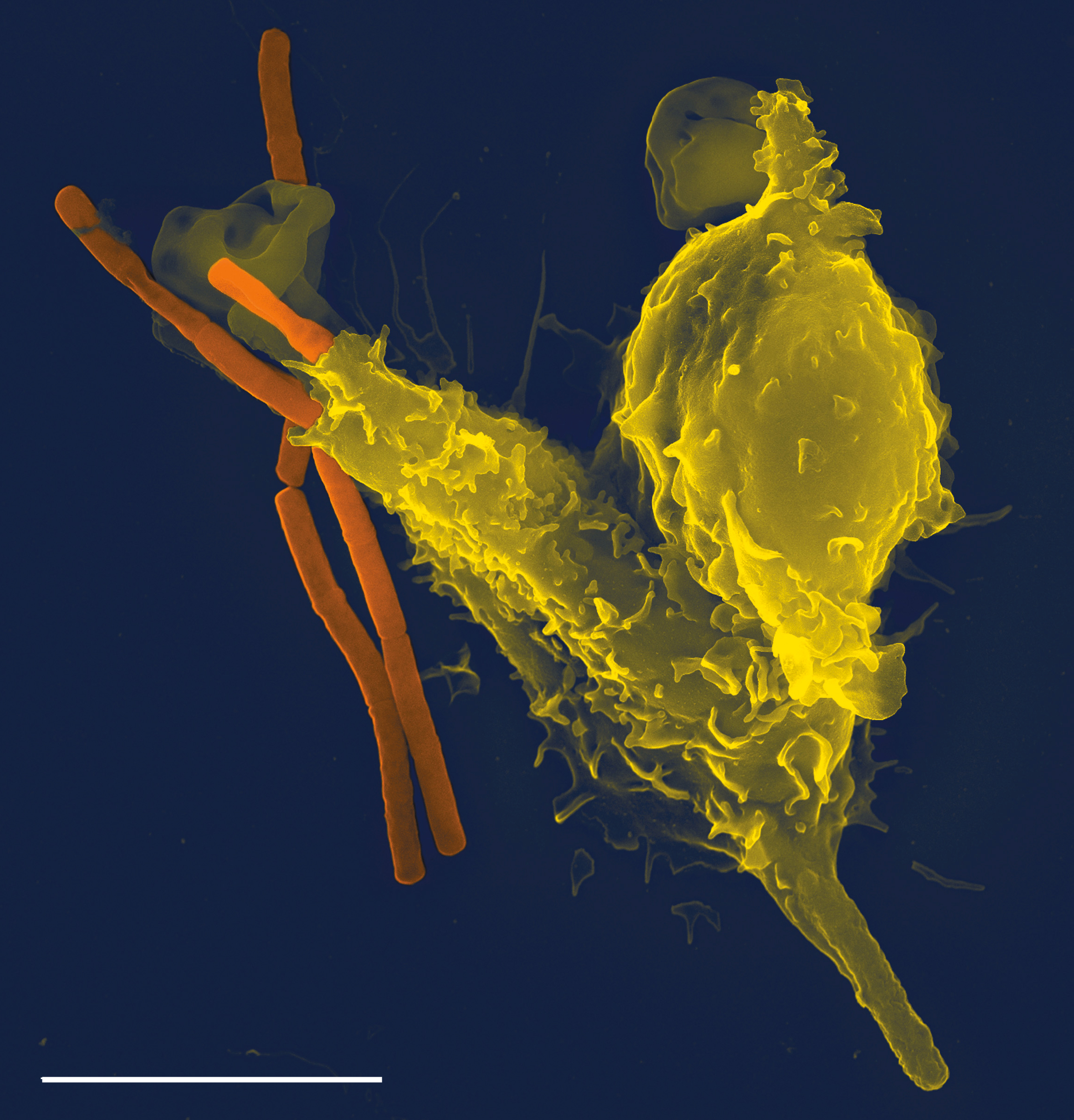
Neutrofil (žlutě) zachycený v průběhu fagocytózy bakterií Bacillus anthracis (oranžově)

Fagocyt je jakákoliv buňka schopná fagocytózy, tedy pohlcování velkých pevných částic z okolního prostředí přes membránu. Tento způsob potravy se vyskytuje převážně u mikroorganismů, výjimku však tvoří Houbovci (Porifera), u kterých probíhá fagocytóza v buňkách zvaných choanocyty.
V lidském těle jsou to především bílé krvinky, které tak chrání tělo před nebezpečnými látkami, patogenními organismy a mrtvými nebo umírajícími buňkami. Jsou nepostradatelné při ochraně těla před infekcí a při následujících imunitních reakcích. Fagocyty jsou důležité v celé živočišné říši, obzvláště vyvinuté jsou nicméně v podkmenu obratlovců. Jeden litr krve člověka obsahuje zhruba šest miliard fagocytů.
Fagocyty byly objeveny roku 1882 Ilijou Iljičem Mečnikovem při zkoumání larev hvězdic (Asteroidea). Za svůj objev obdržel roku 1908 Nobelovu cenu za fyziologii a medicínu. Fagocyty se vyskytují u mnoha druhů eukaryot. Některé améby se dokonce chovají podobně jako makrofágy, což podporuje teorii, že se vyskytovaly již u evolučně velmi mladých organismů.
U člověka a některých dalších živočichů můžeme fagocyty rozdělit na základě jejich schopnosti fagocytovat na fagocyty profesionální a neprofesionální. Profesionální zahrnují monocyty, makrofágy, neutrofilní granulocyty, dendritické buňky a žírné buňky. Fagocyty jsou nepostradatelné nejen při boji s infekcemi, ale svým odstraňováním mrtvých nebo umírajících buněk i při údržbě zdravých tkání. Během infekce jsou fagocyty přitahovány na místo, kde je tělo napadeno patogeny, chemickými signály pocházejícími od patogenů. Tento pohyb se nazývá chemotaxe. Jakmile fagocyty přijdou do kontaktu s patogeny, přichytí se k nim pomocí receptorů a poté patogeny pohltí. Některé fagocyty zabijí pohlcený patogen pomocí oxidantů a oxidu dusnatého. Po úspěšné fagocytóze se makrofágy a dendritické buňky mohou účastnit prezentace antigenů, procesu, při kterém část z pohlcených materiálů vyvrhnou zpět do těla. Tento materiál je registrován i ostatními buňkami imunitního systému. Některé z fagocytů poté putují do mízních uzlin a předají materiál lymfocytům. Tento proces je nepostradatelnou součástí budování imunitního systému. Nicméně u mnoha patogenů se vyvinuly prostředky, jak se pohlcení fagocyty vyhnout.
Mimo to existují i neprofesionální fagocyty, k nimž se řadí různé epiteliální buňky, endoteliární buňky, fibroblasty, mesenchymální buňky a podobně. Jejich hlavní funkcí není fagocytóza, ale jsou jí za určitých okolností schopné: odstraňují tímto způsobem mrtvé části buněk či dokonce cizorodé elementy.

## Historie výzkumu
Ruský zoolog Ilja Iljič Mečnikov (1845–1916) si jako první všiml speciálních buněk, které se podílely na obraně organismu před mikrobiální infekcí. Roku 1882 zkoumal pohyblivé buňky v larvách hvězdic. K ověření hypotézy, že tyto buňky jsou nepostradatelné při imunitních reakcích, do nich vložil malé trny z mandarinky obecné. Po několika hodinách postřehl, že pohyblivé buňky trny obklopily. Mečnikov svoje objevy sdílel s Karlem Fridrichem Klausem[zdroj?], který vymyslel název „phagocyte“ (z řeckého „phagein“ – sníst; sežrat a „kutos“ – duté plavidlo).
O rok později studoval Mečnikov (Mechnikov) dafnie, drobné průhledné sladkovodní korýše, které je možné zkoumat přímo pod mikroskopem. Všiml si, že spóry hub, které dafnii napadly, byly pohlceny fagocyty. Na základě tohoto objevu se rozhodl rozšířit své pozorování na bílé krvinky savců, u kterých postřehl, že bakterie bacillus anthracis může být pohlcena a zabita fagocyty v procesu, který nazval fagocytóza. Mečnikov předpokládal, že fagocyty jsou hlavní složkou obrany imunitního systému před patogenními organismy.
Roku 1903 si Almorth Wright všiml, že fagocyty jsou podporovány specifickými protilátkami, které nazval opsoniny. Roku 1908 byl Mečnikov spolu s Paulem Ehrlichem oceněn za práci na fagocytech a fagocytóze Nobelovou cenou za fyziologii a medicínu
Ačkoliv tyto objevy pomalu nabývaly významu již na počátku dvacátého století, složité vztahy mezi fagocyty a ostatními složkami imunitního systému nebyly známy do osmdesátých let dvacátého století.

## Způsob zabíjení patogenních buněk
Zabíjení mikrobů je nejdůležitější funkcí fagocytů, které probíhá buď uvnitř fagocytu (intracelulální zabíjení) nebo vně fagocytu (extracelulální zabíjení).

## Interceluární pohlcování závislé na kyslíku
Když fagocyt pozře bakterii (nebo jiný patogenní materiál), zvětší se spotřeba kyslíku. Zvětšení spotřeby kyslíku nazývané respirační vzplanutí způsobuje produkci reaktivních molekul obsahujících kyslík, které mají anti-mikrobiální účinky. Kyslíkové sloučeniny jsou ale toxické jak pro patogenní látky, tak i pro buňku samotnou. Kvůli tomu jsou patogenní organismy odděleny membránou od zbytku buňky. Existují dva způsoby likvidace invazních mikroorganismů pomocí kyslíku.